# Njemačka Demokratska Republika
Istočna Njemačka, službeno Njemačka Demokratska Republika (njem. Deutsche Demokratische Republik), skraćeno NJDR ili NDR (njem. DDR), bila je komunistička država koja je postojala od 1949. do 1990. godine na području bivše sovjetske okupacijske zone. 
DR Njemačka proglašena je u sovjetskom dijelu Berlina 7. listopada 1949. Puni suverenitet dobila je 1945., ali sovjetske su trupe stupile na njezin teritorij poslije dogovora u Potsdamu, kao odgovor američkoj nazočnosti u Zapadnoj Njemačkoj tijekom hladnog rata. DR Njemačka bila je članica Varšavskog ugovora. Poslije izbora, ujedinila se sa Saveznom Republikom Njemačkom 1990. godine. Kao takva je postala i dio Europske unije i NATO saveza.

## Povijest
Na kraju Drugog svjetskog rata, na Potsdamskoj konferenciji 1945., pobjedničke države: Francuska, Velika Britanija, Sjedinjene Države i Sovjetski Savez odlučile su podijeliti Njemačku u četiri okupacijske zone. Svaka država bi kontrolirala određeni dio Njemačke dok se njen suverenitet ne reorganizira.
Područje Istočne Njemačke je prvobitno bilo naseljeno Slavenskim narodom Vendima, a Njemačka ju je osvojila u srednjem vijeku. Novoosvojeno područje je organizirano u obliku njemačkih feudalnih država na slavenskim zemljama. Kretanja raznih naroda po njenom području su značajno utjecala na etnički sastav Istočne Njemačke. Veći dio Istočne Njemačke je bio dio Kraljevine Prusije.
U imperijalističkoj Njemačkoj i Weimarskoj Republici, područja koja su pripadala Istočnoj Njemačkoj su se nalazile u središnjem dijelu države. To područje se nazivalo "Mitteldeutschland" (Srednja Njemačka), dok su "istoku" pripadale provincije kao što su istočna Pomeranija, istočni Brandenburg, Šlezija i Istočna i Zapadna Prusija. Tijekom Drugog svjetskog rata, saveznici su na konferenciji na Jalti odlučili da poslijeratna granica Poljske bude pomaknuta zapadnije prema rijeci Odri, dok bi se sovjetska granica također pomaknula zapadnije prema poljskim područjima.
Razgovori na Jalti i u Potsdamu su znatno utjecali na buduće okupacijske granice i administraciju poslijeratne Njemačke, koja je potpala pod četiri sile pobjednice (Sjedinjene Države, Velika Britanija, Francuska i SSSR). Države Mecklenburg-Zapadno Pomorje, Brandenburg, Saksonija, Saska-Anhalt, Tiringija i Berlinski istočni sektor su potpali pod njemački sovjetski sektor. Ostatak područja Njemačke je podijeljen na tri dijela kojima su upravljale Sjedinjene Države, Velika Britanija i Francuska. Teritorij pod njihovom upravom je konstituiran kao Savezna Republika Njemačka (SRN ili Zapadna Njemačka).
Istočna Njemačka je prihvatila socijalizam kao državno uređenje i postala je dio Varšavskog pakta, dok je Zapadna Njemačka postala liberalna parlamentarna republika i članica NATO-a. Prvi lider NDR-a je bio Walter Ulbricht. Ustav Istočne Njemačke je definirao državu kao "Republiku radnika i seljaka". Do 1949. godine Njemačka demokratska republika bila je federacija
17. lipnja 1953., prateći male plaće i izgradnju grandioznog bulevara (Staljinaleja) u Istočnom Berlinu, veliki broj građana na ulicama je stvorio demonstracije. Kasnije, tog dana Sovjetske trupe i tenkovi iznenada je počeo s hladnokrvnim ubijanjem demonstranata – bilo je najmanje 125 mrtvih. Ubrzo nakon podjele Njemačke, Berlin, bivši glavni grad Njemačke je podijeljen u četiri sektora. Istočni dio je potpao pod kontrolu Sovjetskog Saveza, do je zapadni raspodijeljen preostalim trima zapadnim silama pobjednicama.
Konflikt oko statusa Zapadnog Berlina je stvorio Berlinski zračni lift. Brz prosperitet Zapadne Njemačke i ekonomska stagnacija Istočne, naveli su veliki broj Nijemaca iz istočnog dijela Njemačke da pređu na zapad.